# Golden Gate Park
El Golden Gate Park és el jardí públic més gran de San Francisco (Califòrnia, Estats Units). La seva superfície supera la del Central Park a New York. Té una llargada de 5 km i una amplada de 800 m. La superfície total és de 4,5 km². S'hi compten més d'un milió d'arbres i 10 km de pistes. Amb 13 milions de visitants l'any, és el tercer parc més visitat dels Estats Units darrere el Central Park de New York i el Lincoln Park de Chicago.

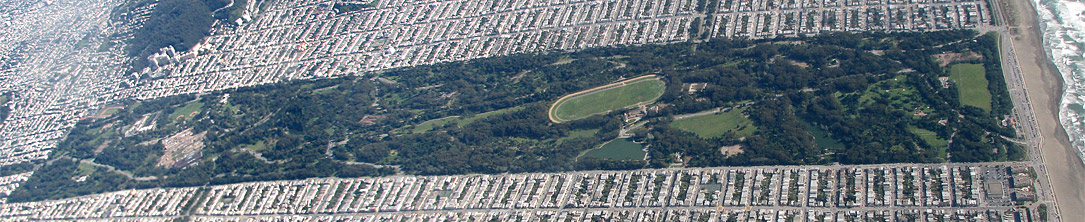
Vista aèria del parc.

## Història
El projecte data dels anys 1860 quan els ciutadans de San Francisco volien per a la seva ciutat un jardí públic que pogués rivalitzar amb el de New York. No va ser acabat fins als anys 1870. El disseny del parc va ser realitzat per Frederick Law Olmsted i el seu ajudant John McLaren (qui va viure al parc fins a la seva mort el 1943), i els treballs van començar en un emplaçament deshabitat i cobert de sorra. El 1875, s'hi van plantar 60000 arbres (principalment eucaliptus, pins i  xiprers de Lambert) per estabilitzar el terreny sorrenc.

## Parts del parc

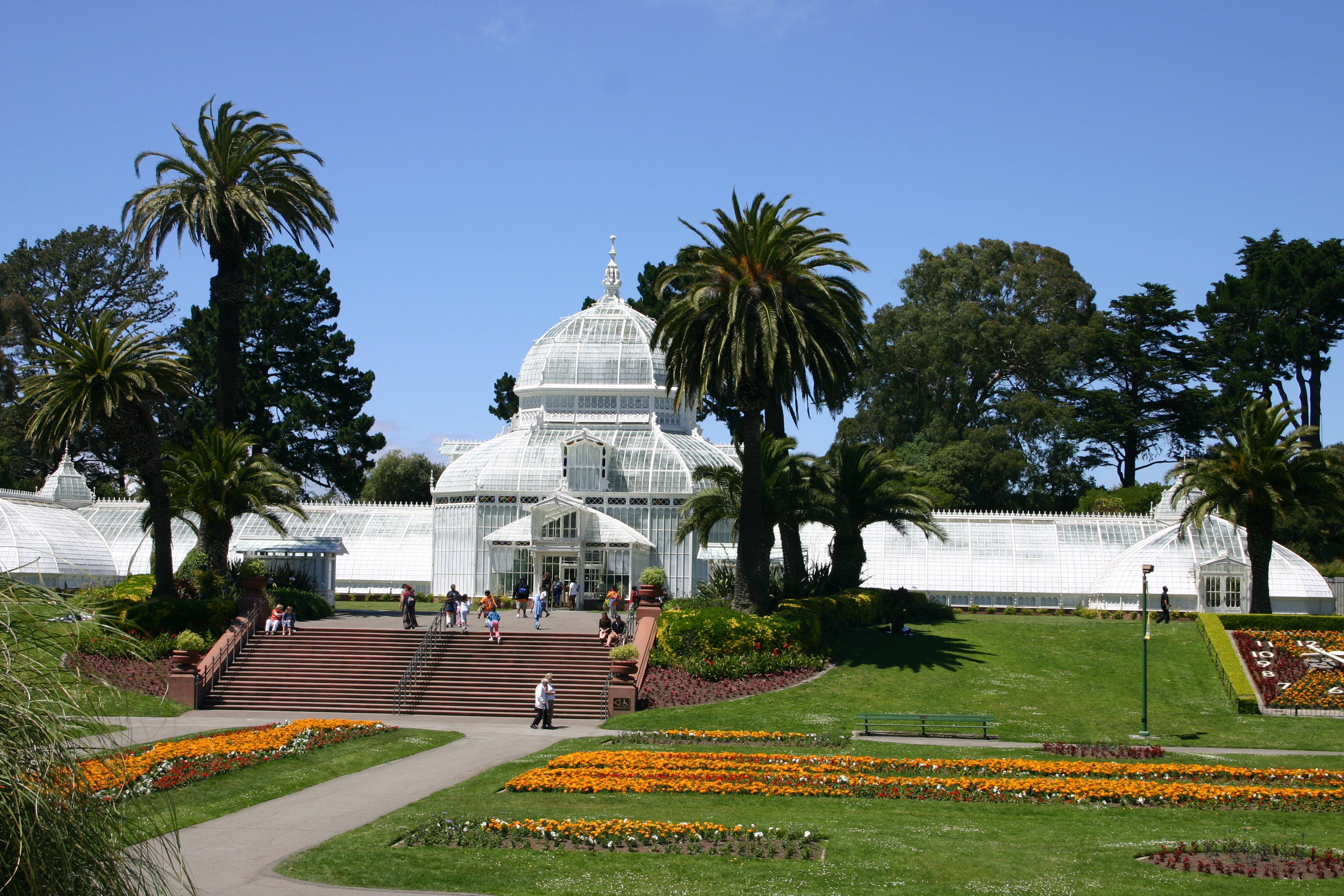
Hivernacle del Conservatory of Flowers

Dins el parc, s'hi poden trobar nombroses construccions i jardins.
- El  Young Memorial Museum, obert el 1921, on es troben teles d'artistes americans ( Hopper,  Sargent,  Whistler…).

- El Conservatory of Flowers: es tracta d'un hivernacle d'inspiració  victoriana, construït el 1878, un dels més grans del món. Va ser restaurat el 1883 per Charles Crocker. Va sobreviure al  sisme de 1906 i a un incendi el 1918. Va ser tot i això tancat al públic entre 1933 i 1946. Va ser malmès per la tempesta de 1995.

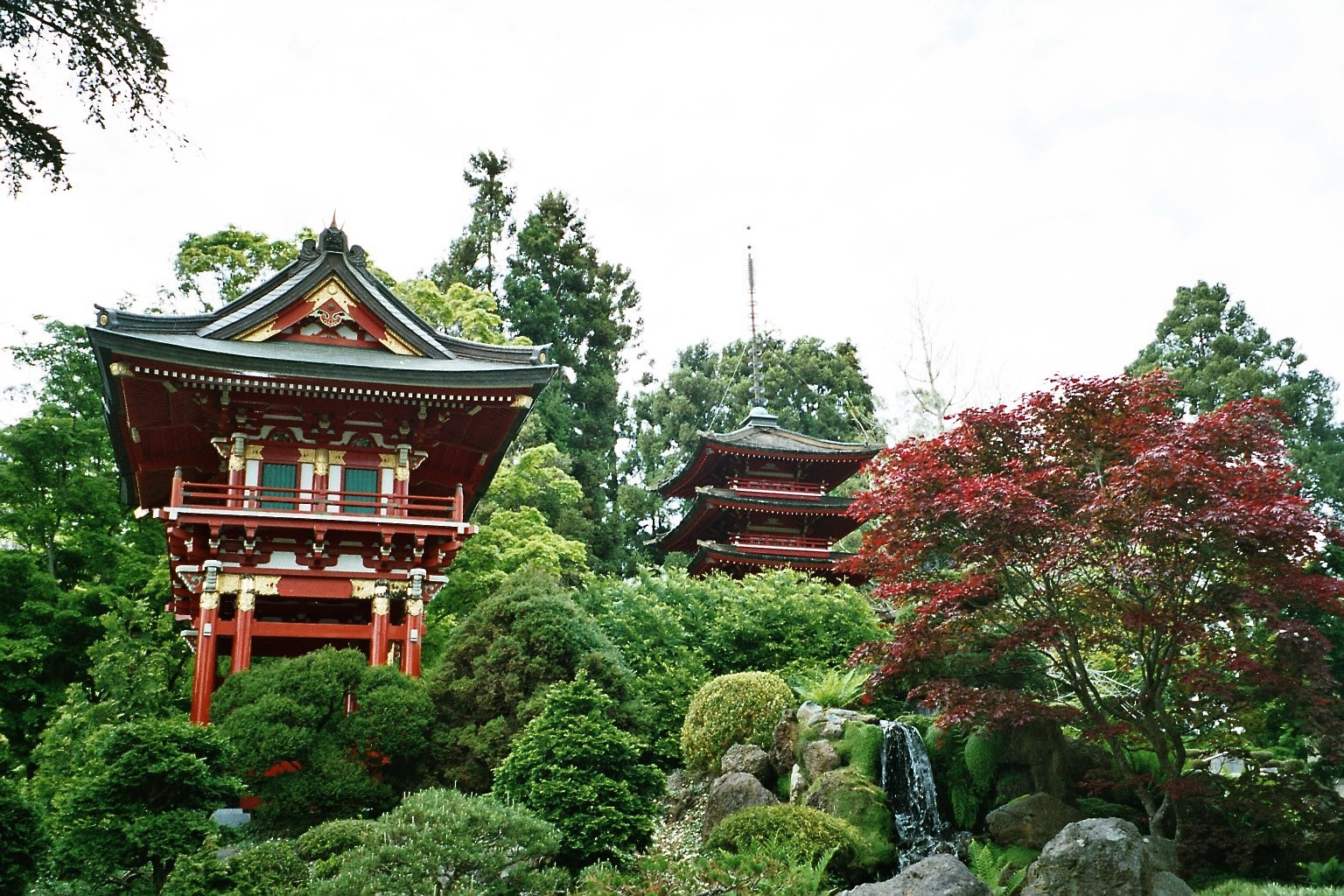
Dins el Japanese Tea Garden

- El jardí del te japonès (Japanese Tea Garden): inaugurat el 1894, és un indret on es pot meditar sota les  pagodes, prop dels bonsais i de les basses. És el jardí japonès més antic dels Estats Units.

- L'AIDS Memorial Grove: un indret creat el 1988 per recollir-se davant els noms de les víctimes de la SIDA. És el primer memorial d'aquesta mena als Estats Units.

- El Strybing Arboretum que alberga el Jardí botànic de San Francisco: compta amb més de 7500 espècies vegetals.

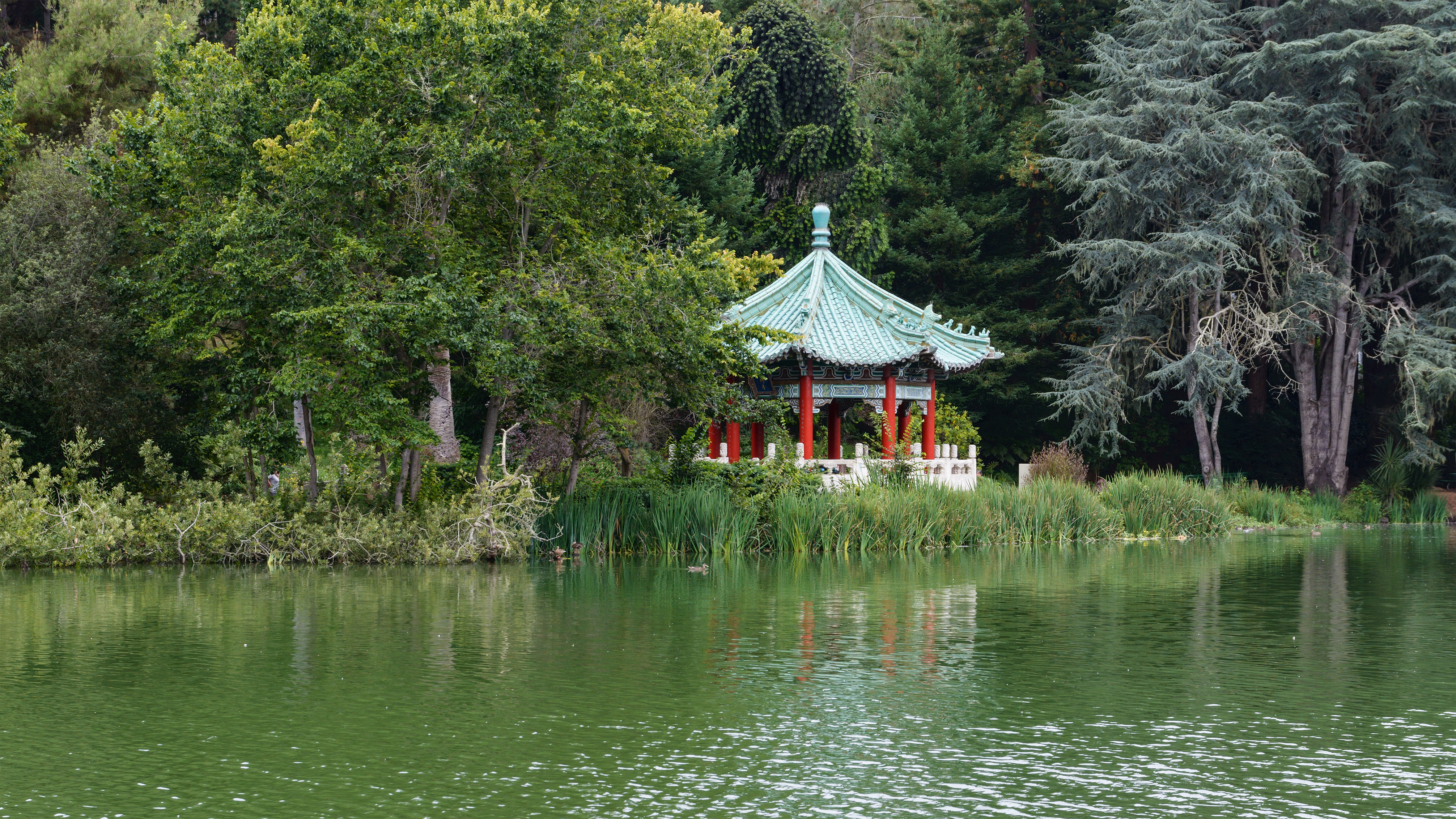
Stow Lake

- Llacs artificials: Stow Lake amb una illa de més de 140 metres d'alçària i amb un salt d'aigua. Spreckels Lake que se situa al nord del parc.

- El Kezar Stadium: construït entre 1922 i 1925 a la cantonada sud-est del parc, d'una capacitat de 59000 places, va ser enderrocat el 1989 i reemplaçat per un estadi modern de 10000 places.